# Terremoto di Firenze del 1453
Il terremoto di Firenze del 1453 è stato un evento sismico verificatosi il 28 settembre alle ore 22:45 italiane nel capoluogo toscano e nell'area a est della città. La magnitudo momento stimata di quell'evento è stata di 5,3 della scala Richter, mentre l'epicentro stimato è stato nell'area collinare a nord-est di Firenze.
I principali effetti del sisma si verificarono a est della città, dove fu raggiunto il VII-VIII grado della scala Mercalli, mentre a Firenze gli effetti furono del VII grado della medesima scala.
Una narrazione dell'episodio è riportata nel libro di memorie di Giovanni Chellini da San Miniato:
Di poi la seguente notte che fu a dì 29 di detto mese alle 4 hore venne uno terremuoto non grande a buon pezzo come il primo della passa notte e dopo esso due altri piccoli, pur quella notte gran gente albergò supra piazze e prati e in orti di frati e di spedali per paura e domattina a dì primo d’ottobre s’è ordinato divote processioni per insino a 4 dì.»